# هوندا سی‌بی۷۷
هوندا سی‌بی۷۷ یا سوپرهاوک‌ (به انگلیسی: Honda CB77) یک موتورسیکلت دوسیلندر ۳۰۵ سی‌سی (۱۸٫۶ مکعب مکعب) بود که از سال ۱۹۶۱ تا ۱۹۶۷ توسط کمپانی موتورسازی هوندا تولید می‌شد. امروزه از این موتورسیکلت به عنوان اولین موتور اسپرت هوندا یاد می‌شود. این یک مدل برجسته در پیشرفت‌های کمپانی هوندا در بازارهای موتور سیکلت غربی در دهه ۱۹۶۰ نقش مهمی داشت، به دلیل سرعت و قدرت و همچنین قابلیت اطمینان آن مورد توجه قرار گرفته است و به عنوان یکی از موتورسیکلت‌های در نظر گرفته می‌شود که استانداردهای موتورسیکلت‌های مدرن را تعیین می‌کند. این موتورسیکلت در زمان خودش به تجهیزات لوکسی مانند استارت برقی مجهزبود.
هوندا همچنین یک نسخه ۲۴۷ سی‌سی (۱۵٫۱ مکعب اینچ) با قدرت کمتر به نام سی‌بی۷۲ تولید کرد.